# Starship Traveller
Starship Traveller (Brasil: A Nave Espacial Traveller / Portugal: A Nave Perdida) é o quarto livro-jogo da coleção Fighting Fantasy (que no Brasil e em Portugal recebeu o nome de Aventuras Fantásticas), escrito por Steve Jackson e ilustrado por Peter Andrew Jones publicado originalmente em 1983 pela  Puffin Books, em 2002, foi republicado pela Wizard Books. Foi o sexto livro-jogo da série a ser publicado no Brasil pela editora Marques Saraiva, em Portugal foi publicado pela Editorial Verbo.

## História
O livro-jogo rompe com os anteriores da série por não ter uma temática de fantasia, e sim de ficção científica (space opera).
Em um futuro distante, a tripulação da nave exploratória Traveller se vê em apuros quando sua nave é sugada por um buraco negro que, na verdade, mostra ser uma passagem para um local desconhecido da galáxia. O leitor assume o papel do capitão da Traveller, e deve explorar mundos estranhos e enfrentar alienígenas hostis em busca de um caminho para casa.

## Novidades e referências
O livro-jogo é único na série, uma vez que o leitor não deve apenas manter registros das características de seu personagem, o capitão, mas também de diversos membros da tripulação e da própria nave. O inovador sistema de combate entre naves também é um atrativo. Como atrativo principal ele é impossível de ser terminado.
O livro apresenta inúmeras referências a Star Trek como, por exemplo, o teletransporte.

## Outras mídias
A versão digital foi desenvolvida pela Tin Man Games e estará disponível para Android e iOS.